# Som en blixt
Som en blixt är ett studioalbum av Jimmy Jansson, släppt 23 mars 2005. Det placerade sig som högst på plats tredje plats på den svenska albumlistan.

## Låtlista
1. Alla tider
2. Som en blixt från himmelen
3. Om du bara kunde
4. Vi kan gunga
5. En sommar utan dig
6. En underbar refräng
7. Ett lyckligt slut
8. 1+1 blir 2
9. Vi är som gjorda för varann
10. Titta på mig
11. Hej hallå
12. Du har förlorat
13. Luftballong
14. Hel igen

## Listplaceringar
| Lista (2005) | Topplacering |
| ------------ | ------------ |
| Sverige      | 3            |